# Gynoplistia hirtamera
Gynoplistia hirtamera là một loài ruồi trong họ Limoniidae. Chúng phân bố ở miền Australasia.